# Ischnoptera amazonica
Ischnoptera amazonica är en kackerlacksart som beskrevs av Rehn, J. A. G. 1916. Ischnoptera amazonica ingår i släktet Ischnoptera och familjen småkackerlackor. Inga underarter finns listade i Catalogue of Life.